# Дискос

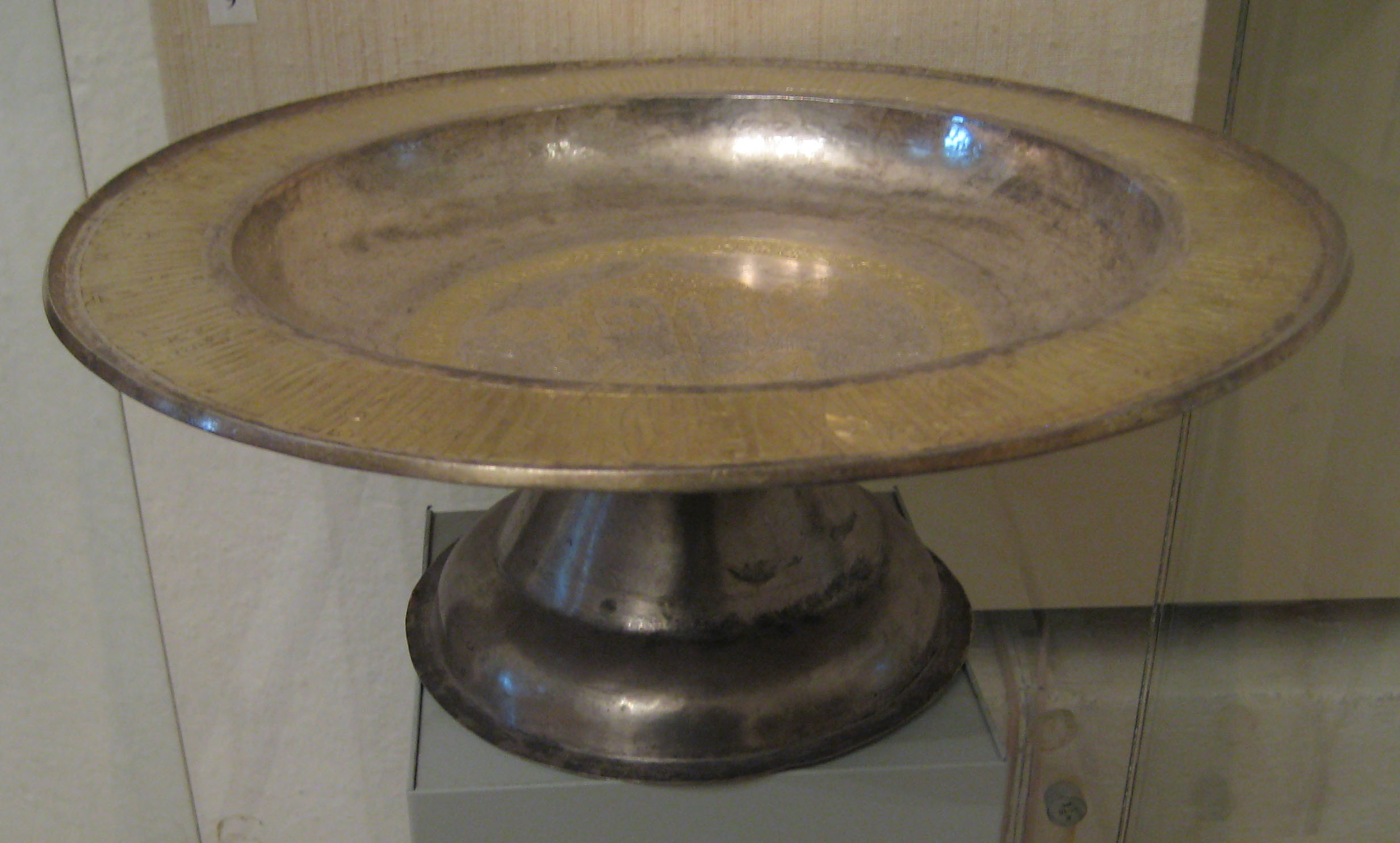
Серебряный дискос, Псков, XVI век

Ди́скос (греч. δίσκος — «круглое блюдо») — в Православной церкви и в Католических церквях византийского обряда один из литургических сосудов. Представляет собой блюдо на подножии с изображением сцен из Нового Завета, чаще всего — младенца Иисуса Христа. Аналогичный сосуд в латинском обряде именуется патена. Главное отличие восточного дискоса от западной патены — наличие у дискоса массивного основания.
Используется во время Литургии. Согласно литургическим толкованиям дискос символически изображает Вифлеемские ясли, а также гроб, в котором было погребено тело Иисуса Христа.
Дискос служит для положения на нём особым образом вырезанной на Проскомидии из просфоры её средней части с печатью наверху. Эта четырёхугольная кубовидная сердцевина просфоры, надрезанная с нижней стороны крестообразно до самой печати, называется агнцем — освящённый хлеб, приготовленный для его последующего претворения, согласно христианскому вероучению, в Тело Христово, что происходит на том же дискосе.
При перенесении дискос обычно держат не за основание (как потир), а за края.
Феодор Мопсуестийский упоминает дискос и чашу, а также «возду́х» — большой плат, покрывающий дискос и чашу вместе.